# Raíces (TVE)
Raíces es una serie documental de 199 capítulos que fue emitida por TVE entre 1972 y 1982. Producida por RTVE, estaba dedicada a recoger y difundir las costumbres y tradiciones de los pueblos de España; muchas de ellas ya en trance de desaparición cuando fueron grabadas. En la serie se muestran testimonios de música y bailes populares, artesanía, fiestas, gastronomía, celebraciones de diversos tipos. El guionista, director, realizador y presentador de la serie fue Manuel Garrido Palacios.
A lo largo de su carrera, la serie ha recibido diversos premios en reconocimiento a su labor. En su blog, Manuel Garrido Palacios dice lo siguiente: "Al recoger el ARPA (conservada hoy en las vitrinas históricas de TVE) dije que el galardón no era tanto para mi como para los pueblos de España que habían tenido sus expresiones genuinas amordazadas, cuando no dadas por perdidas en el rincón de la historia que les tocó vivir. Latían en su seno y mi trabajo fue sacarlas a la luz con la mayor fidelidad posible: 'con un respeto imponente', en verso de José Carlos de Luna. España era una desconocida para España."
En la web de RTVE se han publicado hasta ahora 125 documentales de la serie, emitidos desde 1973 hasta 1983. También se conservan algunos enlaces en el blog de Manuel Garrido Palacios.

## Premios
- Premio "Golden Harp" (Dublín, Irlanda), obra "Adivina adivinanza" (guion y dirección)
- Premio Ondas
- Premio Nacional de Televisión
- Premio "MARATHON"
- Premio "Rodriguez de la Fuente"